# 日本アニメーション学会
日本アニメーション学会（にほんアニメーションがっかい、英文：The Japan Society for Animation Studies、略称：JSAS）は1998年設立の日本のアニメーションの学会。会長（第3代）は小出正志。

## 概要
日本アニメーション学会は、1998年に「日本アニメーション学会設立準備会」が発足し、同年7月25日に約80名の発起人により設立された。
日本アニメーション学会は、日本で初めてのアニメーション領域における学術研究団体で、翌1999年より査読制度を持つ学術論文誌として機関誌『アニメーション研究（The Japanese Journal of Animation Studies）』を発行、年次研究発表集会としての学会大会（第1回）を開催。会員数は約250名。2003年7月に日本学術会議第19期登録学術研究団体に認定された（制度変更により現在は協力学術研究団体）。国際アニメーション学会（Society for Animation Studies）との交流も目的とする。

## 活動方針
設立時に採択された「活動方針」は以下の通り。
1.アニメーション研究者の組織化
アニメーション研究者を組織化し、日本におけるアニメーション研究を充実・拡大させるための場を構築する。
2.アニメーションに関する社会的諸問題に対する公正中立な評価
特定の利害に偏らずアニメーションに関する社会的問題に対して、正当かつ妥当な判断と対処を行い得るような社会的に公正な団体としての存在を確立する。
3.国際的なアニメーション研究活動への連携
Society for Animation Studiesの日本大会開催に対して国内受入団体となることなど、国際的なアニメーション学術団体に対する日本を代表する組織となる。
4.アニメーション教育・研究者の主たる学会活動の場の提供
アニメーションの教育・研究を主業・副業とする者にとっての、業績評価に関わる主たる学会活動の場を提供する。

## 主な役員
現在（2018-2019年）の主な役員は以下の通り。
- 会長 小出正志
- 顧問
  - 木下小夜子 （ASIFA副会長・日本支部長）
  - 古川タク （日本アニメーション協会会長）
  - ジャン・ドンヨル （韓国漫画・アニメーション学会会長）